# LSG Waterkant-Zetel

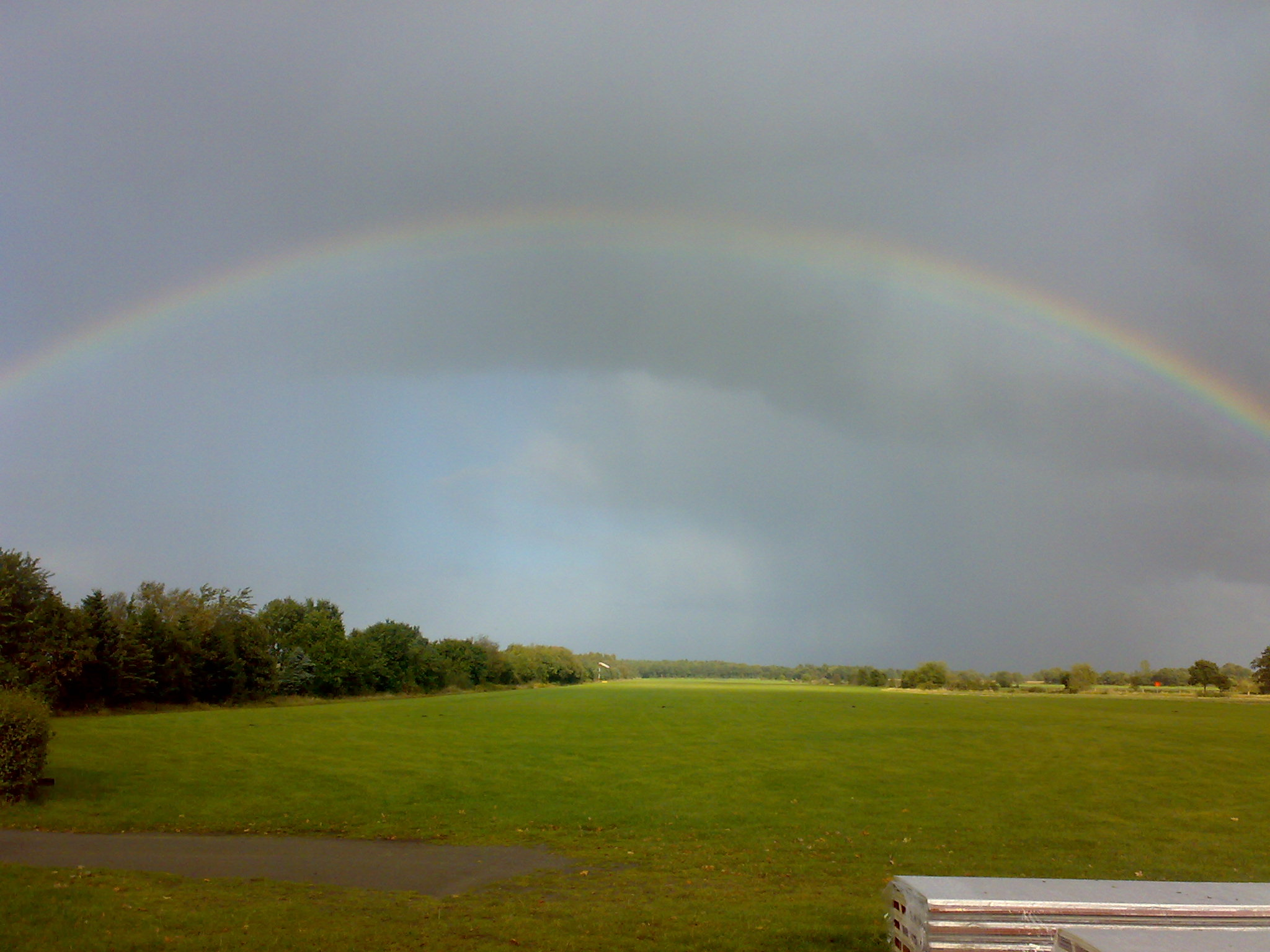
Blick auf den Segelflugplatz von der Flugzeughalle aus, mit Regenbogen

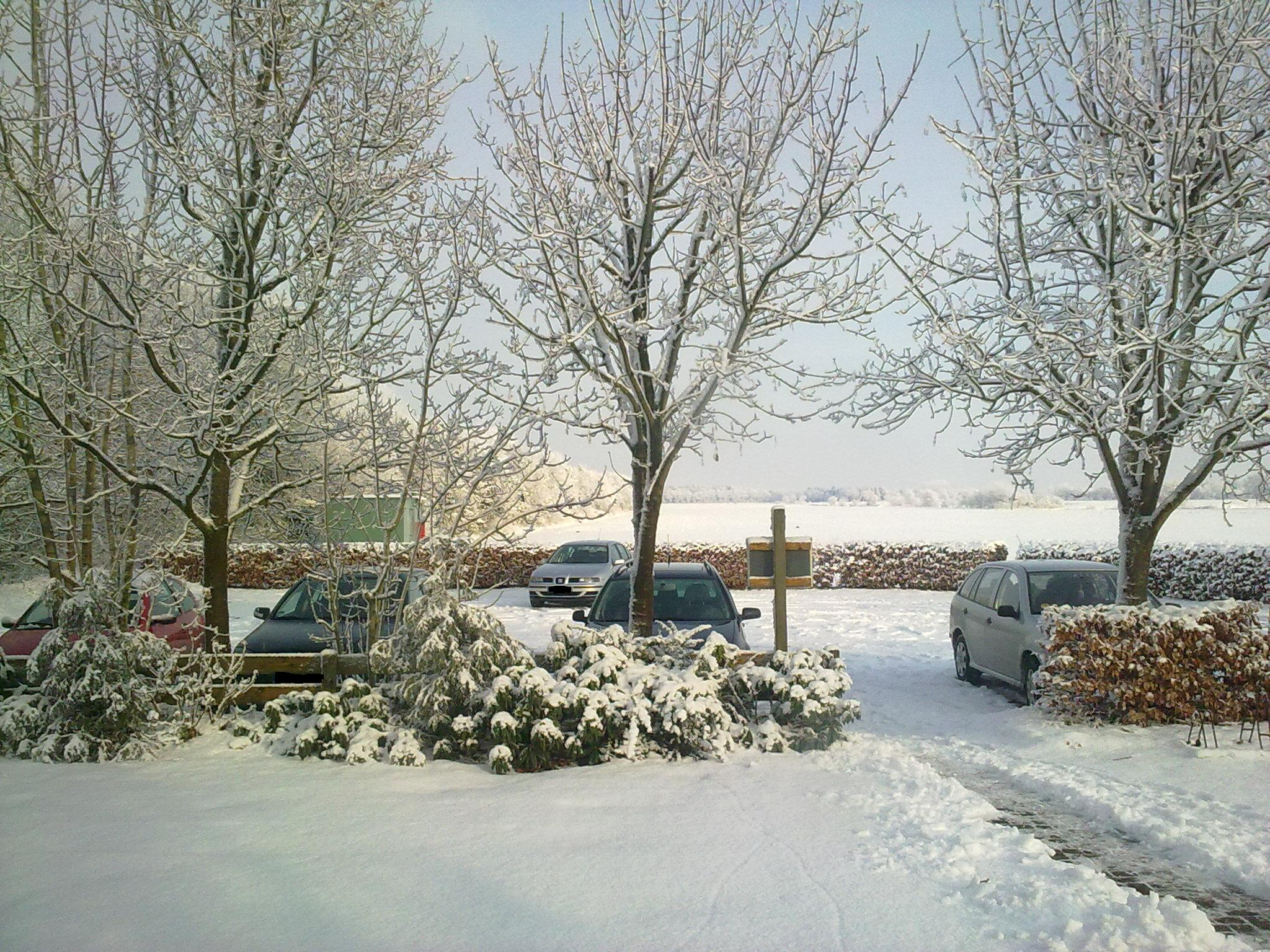
Der Segelflugplatz mit zugehörigem Parkplatz im Winter 2010/2011

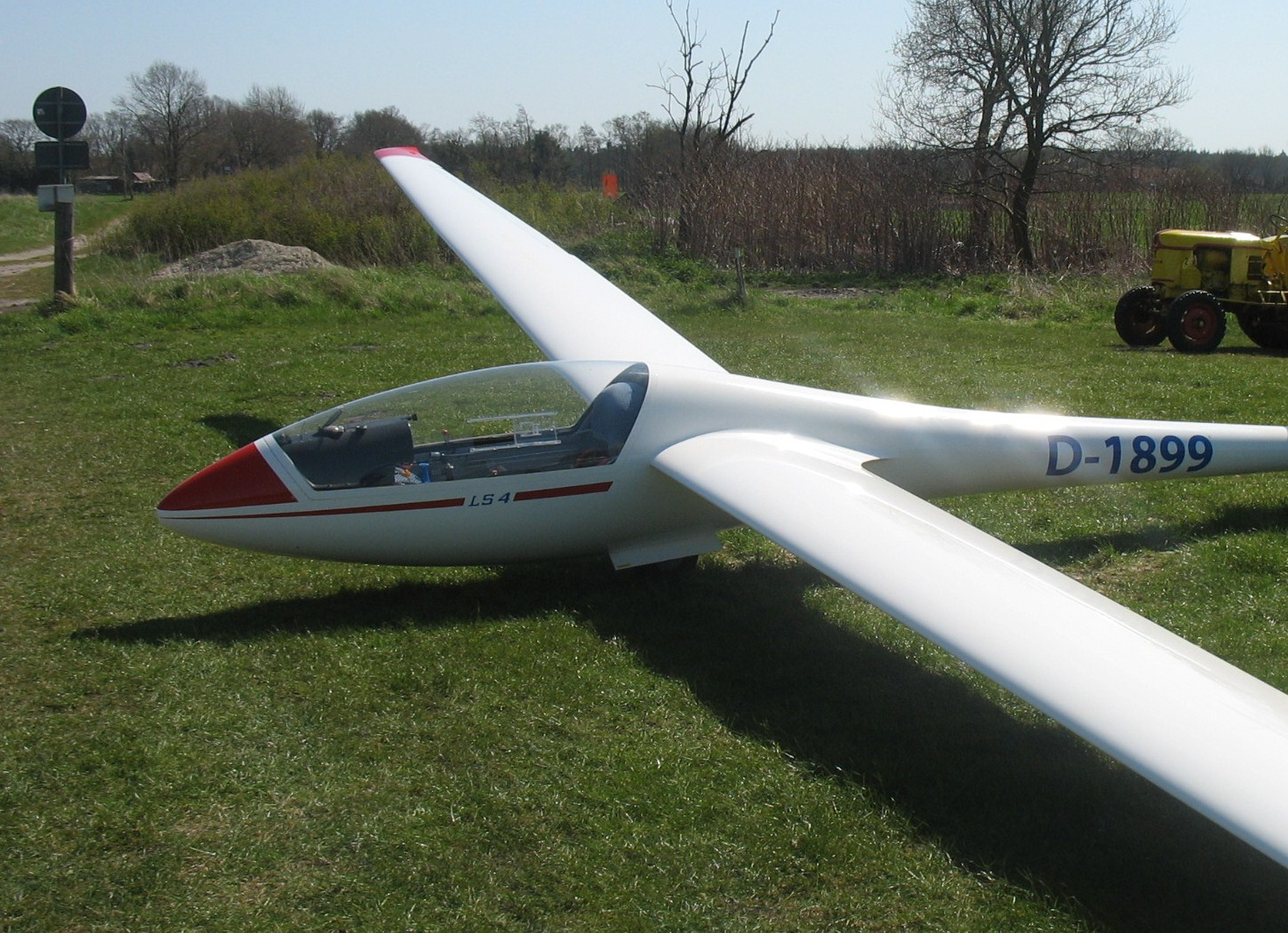
Die LS4 des Vereins

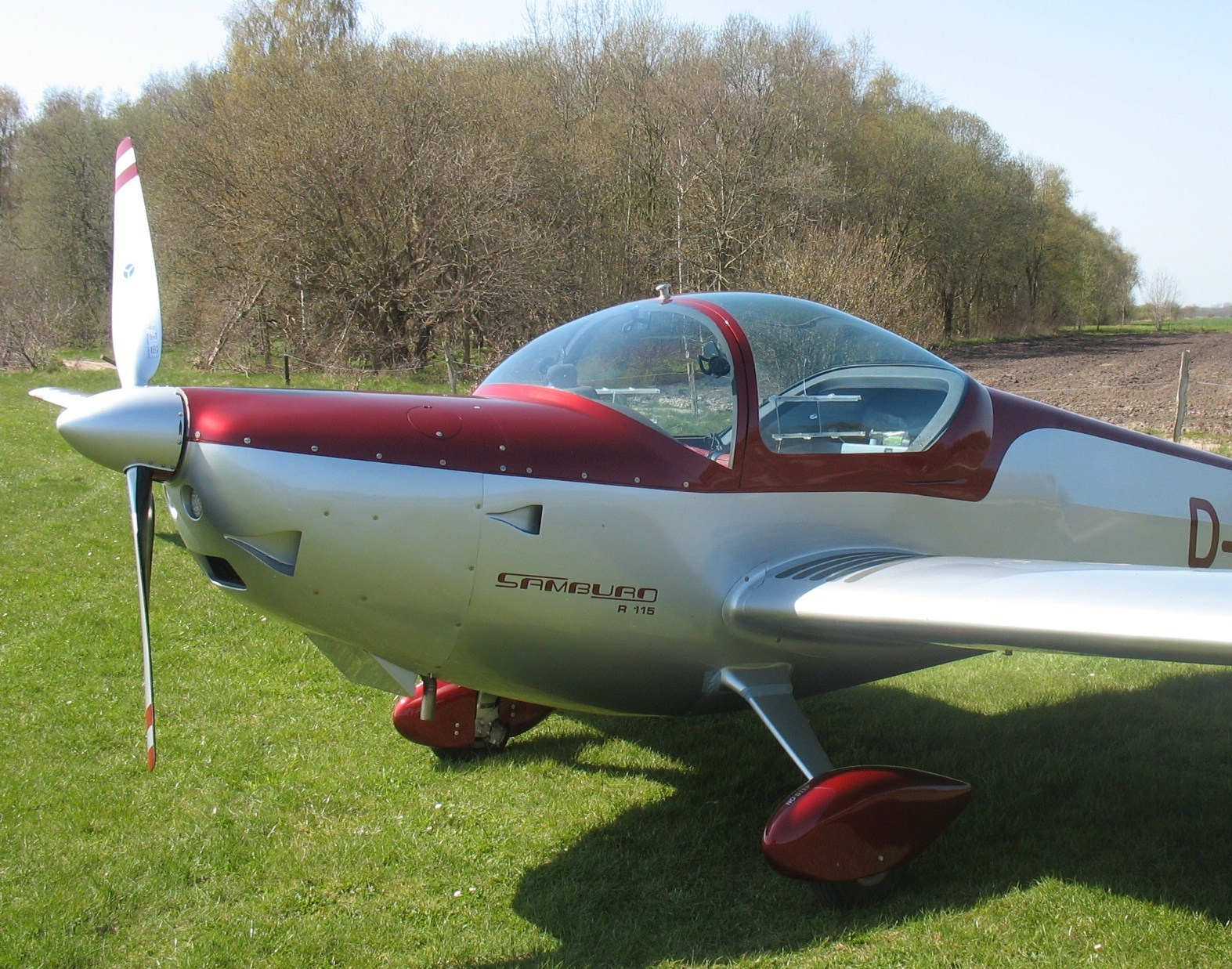
Der vereinseigene Motorsegler „Samburo“

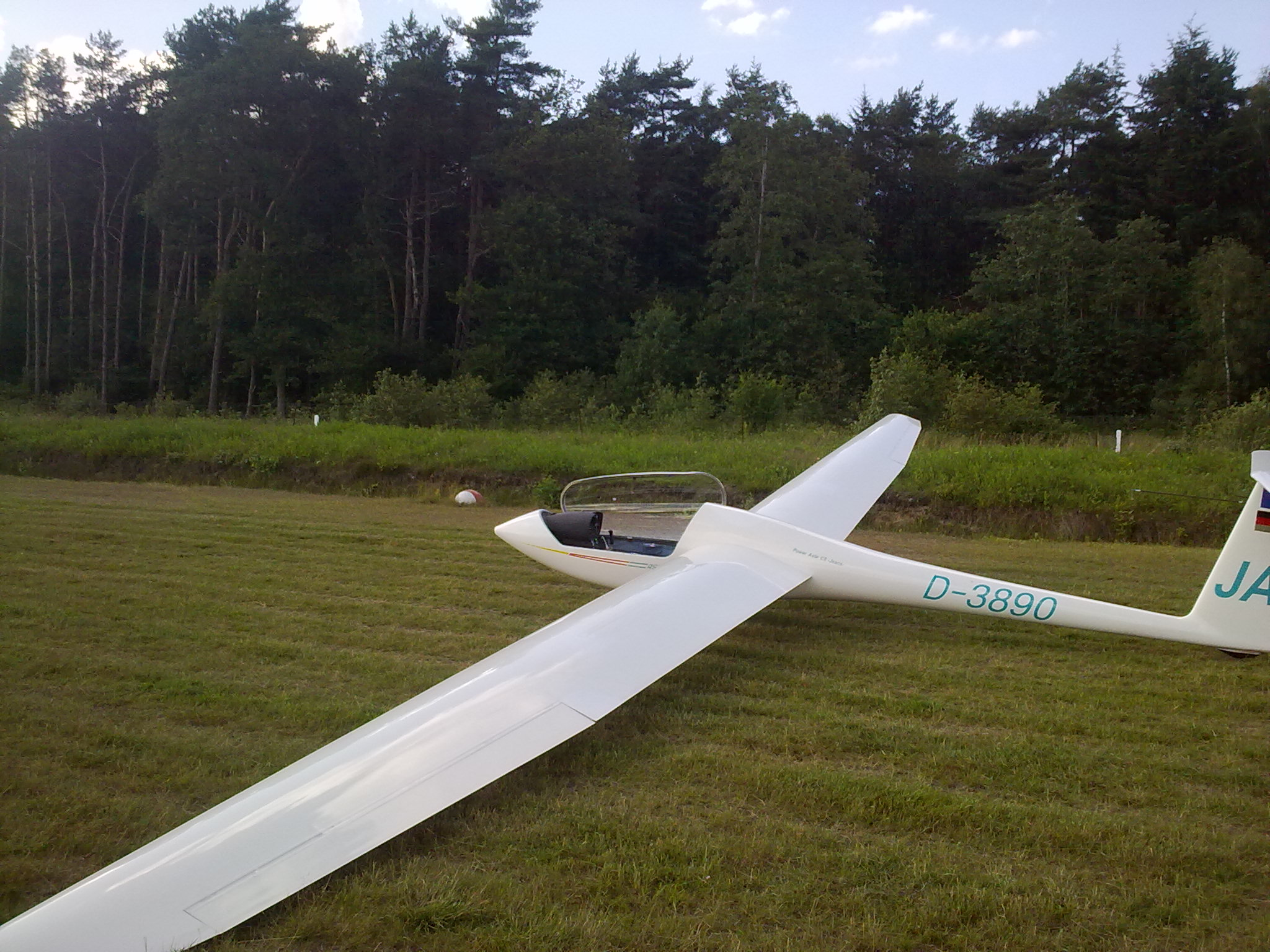
Der Astir CS Jeans auf dem Flugplatz Rostrup im Juni 2011

Die Luftsportgemeinschaft Waterkant-Zetel e. V. ist ein Segelflugverein mit rund 70 Mitgliedern, ansässig auf dem Segelfluggelände in Bohlenbergerfeld nahe der Ortschaft Zetel im niedersächsischen Landkreis Friesland.

## Flugzeugpark
Die LSG besitzt momentan sechs vereinseigene Segelflugzeuge und einen Samburo, einen Motorsegler, der keine fünf Kilometer entfernt in Marx (Landkreis Wittmund) gebaut wird.
Folgende Vereinsflugzeuge betreibt die LSG Waterkant-Zetel aktuell (Stand: Juli 2017):
| Flugzeugtyp    | Luftfahrzeugkennzeichen | Wettbewerbskennzeichen |
| -------------- | ----------------------- | ---------------------- |
| ASK 21         | D-4785                  | FU                     |
| ASK 21         | D-3929                  | FC                     |
| Astir CS Jeans | D-3890                  | NE                     |
| Ka 6 CR        | D-6471                  | 7K                     |
| LS4            | D-1899                  | FP                     |
| ASW 20         | D-7952                  | FD                     |
| LS8-18         | D-0897                  | FX                     |
| Samburo        | D-KMUD                  | --                     |

Neben den Vereinsflugzeugen beherbergt die LSG auf dem Segelflugplatz auch mehrere Privatflugzeuge von Vereinsmitgliedern.
Bei schönem Wetter trifft man bei Besuch des Platzes zum Beispiel häufig auf Ventus 2, LS1-f, JS1 Revelation, Arcus M oder eine private LS4.
Außerdem testet die Herstellerfirma des Samburo auf dem ihr nahe gelegenen Flugplatz in Bohlenbergerfeld jeden neuen Samburo, bevor dieser an den Kunden ausgeliefert wird.

## Fahrzeugpark
| Fahrzeugtyp                                                  | Funktion                                            |
| ------------------------------------------------------------ | --------------------------------------------------- |
| Deutz-Seilwinde; 10 Zyl; 275 PS                              | Das Starten der Segelflugzeuge im Windenstart       |
| Mercedes-Benz 80D                                            | Lepo                                                |
| Mercedes-Benz C 220 T CDI                                    | Flugleiterdienstfahrzeug und Rettungswagen          |
| Deutz-Schlepper (Zwei Stück; Baujahre 1957&58); 2 Zyl; 18 PS | Zurückschleppen der Flugzeuge nach der Landung etc. |
| Renault-Schlepper; 6 Zyl; 100 PS                             | Platz mähen etc.                                    |

## Ausbildung
Die LSG Waterkant führt Ausbildungen zum Segelflugpiloten (SPL / LAPL) einschließlich der darin enthaltenen Lizenzerweiterungen, z. B. Kunstflug und TMG, durch. Die Flugschüler werden dabei mit den beiden Kunststoffdoppelsitzern ASK 21 auf den ersten Alleinflug vorbereitet. Danach wird die Ausbildung mit dem Astir CS, der Ka6 CR und der LS4 fortgesetzt bzw. abgeschlossen.